# Culturas (kylˈtyɾo̞s)
 (avril 2025).
La mise en forme du texte ne suit pas les recommandations de Wikipédia : il faut le « wikifier ».
Les points d'amélioration suivants sont les cas les plus fréquents :
- Les titres sont pré-formatés par le logiciel. Ils ne sont ni en capitales, ni en gras.
- Le texte ne doit pas être écrit en capitales (les noms de famille non plus), ni en gras, ni en italique, ni en « petit »…
- Le gras n'est utilisé que pour surligner le titre de l'article dans l'introduction, une seule fois.
- L'italique est rarement utilisé : mots en langue étrangère, titres d'œuvres, noms de bateaux, etc.
- Les citations ne sont pas en italique mais en corps de texte normal. Elles sont entourées par des guillemets français : « et ».
- Les listes à puces sont à éviter, des paragraphes rédigés étant largement préférés. Les tableaux sont à réserver à la présentation de données structurées (résultats, etc.).
- Les appels de note de bas de page (petits chiffres en exposant, introduits par l'outil «  Source ») sont à placer entre la fin de phrase et le point final[comme ça].
- Les liens internes (vers d'autres articles de Wikipédia) sont à choisir avec parcimonie. Créez des liens vers des articles approfondissant le sujet. Les termes génériques sans rapport avec le sujet sont à éviter, ainsi que les répétitions de liens vers un même terme.
- Les liens externes sont à placer uniquement dans une section « Liens externes », à la fin de l'article. Ces liens sont à choisir avec parcimonie suivant les règles définies. Si un lien sert de source à l'article, son insertion dans le texte est à faire par les notes de bas de page.
- La présentation des références doit suivre les conventions bibliographiques. Il est recommandé d'utiliser les modèles {{Ouvrage}}, {{Chapitre}}, {{Article}}, {{Lien web}} et/ou {{Bibliographie}}. Le mode d'édition visuel peut mettre en forme automatiquement les références.
- Insérer une infobox (cadre d'informations à droite) n'est pas obligatoire pour parachever la mise en page.

Pour une aide détaillée, merci de consulter Aide:Wikification.
Si vous pensez que ces points ont été résolus, vous pouvez retirer ce bandeau et améliorer la mise en forme d'un autre article.
 (avril 2025).
Culturas - [kylˈtyɾo̞s] est un projet de formation et d’accompagnement artistique porté par Satellite Théâtre, à Moncton (Nouveau-Brunswickau Canada). Il vise à favoriser l’émergence d’une nouvelle génération d’artistes issus de la diversité culturelle (BIPOC) dans le secteur théâtral francophone de la province. Inauguré en 2021, le projet propose une démarche pédagogique, artistique et humaine fondée sur l’inclusion, la professionnalisation et la création collective.

## Contexte, vision et enjeux abordés
Le projet Culturas - [kylˈtyɾo̞s] est né d’un constat partagé dans le milieu théâtral francophone du Nouveau-Brunswick : la quasi-absence de représentation des artistes issus de la diversité culturelle – qu’ils soient racisés, immigrants, autochtones ou membres de la communauté 2ELGBTQ+. Ce manque d’inclusivité s’explique autant par l’inaccessibilité des formations existantes que par le peu d’occasions concrètes offertes aux artistes marginalisés d’intégrer des réseaux professionnels. Lors d’une « table longue » organisée en 2018 par Satellite Théâtre et plusieurs partenaires communautaires et culturels, il est apparu urgent d’ouvrir de nouvelles voies d’entrée vers la scène pour ces artistes, souvent autodidactes, isolés ou exclus des processus habituels de recrutement et de création. Le projet Culturas a donc été conçu comme une réponse structurelle à ces réalités : une initiative qui allie formation professionnelle, création collective et accompagnement à long terme.
Dès ses débuts, Culturas s’est donné comme objectif de contribuer à l’émergence d’un théâtre plus représentatif des réalités démographiques de la province. En plaçant les artistes au centre du processus créatif, le projet vise à leur offrir des outils concrets – en jeu physique, en écriture, en production et en communication – pour qu’ils puissent s’épanouir en tant qu’artistes autonomes, capables d’occuper des rôles clés dans l’écosystème théâtral. Cette démarche holistique sous la direction de Marc-André Charron, directeur artistique de Satellite Théâtre, s’inspire de la pédagogie de Jacques Lecoq, où le corps, l’écoute et l’expérimentation priment sur les codes établis, et où la diversité des perspectives devient une richesse dramaturgique. En ce sens, Culturas propose un modèle de formation qui prend appui sur les forces, les langues et les références culturelles propres à chaque participant·e.
Les enjeux soulevés par les artistes au fil du processus reflètent leurs expériences plurielles et leurs préoccupations actuelles. Parmi les thèmes explorés figurent l’anxiété, la pression sociale liée au travail ou au statut matrimonial, les dilemmes autour de la parentalité, les droits reproductifs, l’éco-anxiété, ainsi que les tensions identitaires vécues par les personnes en situation minoritaire. Ces sujets ont été abordés sans complaisance ni victimisation, mais plutôt par le biais d’un humour corrosif et d’un théâtre grotesque assumé. L’œuvre finale, Wess wess et autres stresses, incarne cette volonté de parler haut et fort de ce qui oppresse silencieusement. Les « wess wess », inspirés d’une figure culturelle présente dans diverses traditions – ces chuchotements sourds et insidieux de l’angoisse intérieure – deviennent ici les emblèmes d’un inconfort collectif mis en scène avec une lucidité désarmante. Le spectacle invite ainsi le public à rire jaune, à réfléchir profondément, et à découvrir d’autres manières d’être francophone, acadien ou tout simplement humain, dans un monde traversé par les mutations culturelles et sociales.

## Participants notables
La cohorte de Culturas - [kylˈtyɾo̞s] (2021–2022) rassemble une diversité d’artistes aux parcours singuliers et aux pratiques multiples, témoignant de la richesse culturelle que le projet cherche à valoriser. Parmi les membres, on retrouve Jalianne Li, artiste multidisciplinaire de Moncton  reconnue pour son travail en danse contemporaine et pour ses créations hybrides intégrant mouvement, projection et performance scénique, Wijdane Akachkach, d’origine marocaine berbère, conjugue son parcours en psychologie, en chant et en art communautaire à travers son implication au sein du Centre d'accueil et d'accompagnement francophone pour immigrants (CAFI), Haqq Brice Adéoyé, artiste béninois passionné par la scène, la poésie et l’informatique, Aryelle Morrison, chanteuse et chorégraphe acadiano-anglophone intégrée à la scène artistique émergente de Moncton, Daniela Fernandez, Colombienne de première génération œuvrant en développement communautaire, Emily London, artiste et chanteuse en début de carrière, Fanny Rasoamiaramanana, artiste multidisciplinaire originaire de Madagascar et Sandratana Rasolonjatovo, dont le parcours navigue entre danse, dessin et théâtre.
Ensemble, ces artistes incarnent la pluralité des voix qui façonnent l’Acadie contemporaine, et réaffirment la pertinence de projets d’inclusion structurants dans le paysage théâtral francophone.

## Production finale:Wess wess et autres stresses
Le projet Culturas – [kylˈtyɾo̞s] culmine en 2022 avec la création de Wess wess et autres stresses, une pièce satirique et engagée, imaginée et portée collectivement par les artistes de la cohorte. Cette œuvre originale marque l’aboutissement d’un cycle de trois ans de formation, d’écriture et de professionnalisation.
Le titre fait référence aux « wess wess », chuchotements impurs et anxiogènes que l’on retrouve dans plusieurs traditions culturelles. Dans la pièce, ces voix sourdes sont personnifiées comme de petits démons intérieurs nourris par les stress du monde moderne : pression sociale liée au statut matrimonial, injonctions autour de la parentalité, crises environnementales, dilemmes reproductifs, et bien entendu, les tensions propres aux réalités ethnoculturelles minoritaires. La pièce aborde ces thématiques avec une plume lucide et irrévérencieuse, en empruntant les codes du théâtre grotesque et de la satire. Le public y est convié à une réflexion mordante, entre rire jaune et malaise partagé, sur les angoisses qui nous traversent collectivement.

### Réception
Le projet Culturas – [kylˈtyɾo̞s] a été salué comme une initiative structurante et novatrice dans le paysage théâtral francophone du Nouveau-Brunswick. Il a été reconnu pour sa capacité à conjuguer formation artistique, accompagnement professionnel et démarche inclusive de manière cohérente et durable. Plusieurs artistes issus de la cohorte ont depuis intégré des productions professionnelles à la télévision, au cinéma et sur scène, confirmant la pertinence du modèle d'incubation mis en place par Satellite Théâtre.
La pièce Wess wess et autres stresses, production finale du projet, a été accueillie avec enthousiasme par le public et les professionnel·le·s du milieu. Présentée à l’automne 2022, elle s’est distinguée par son ton irrévérencieux, sa lucidité sociale et son esthétique audacieuse empruntée au théâtre grotesque. Le spectacle a suscité de nombreux échos positifs pour la qualité de ses textes, la complicité de la distribution et la profondeur des thèmes abordés, tout en affirmant une identité scénique propre, portée par les artistes eux-mêmes.
En 2022, le projet Culturas – [kylˈtyɾo̞s] a été honoré du Prix spécial Suzanne-Cyr par la Fondation pour l’avancement du théâtre francophone au Canada (FATFC). Ce prix, d’une valeur de 5 000 $, est destiné à soutenir un projet de perfectionnement professionnel au sein d’une compagnie théâtrale membre de l’Association des théâtres francophones du Canada (ATFC) au Nouveau-Brunswick. La bourse a été attribuée à Satellite Théâtre pour son initiative visant à former des artistes issus de cultures diverses, renforçant ainsi l’inclusivité et la diversité dans le milieu théâtral acadien.

### Partenaires et soutien
- Conseil des arts du Canada (financement)
- Association acadienne des artistes professionnel.le.s du N.-B. (AAAPNB)
- Centre d'accueil et d'accompagnement francophone pour immigrants (CAFI)
- Regroupement féministe du Nouveau-Brunswick
- River Pride / Rivière de la Fierté